# Urban Heroes
Urban Heroes was een newwaveband uit Den Haag, opgericht in 1979.

## Bezetting
De originele bezetting bestond uit:
- Evert Nieuwstede - zang
- Jaap de Jonckheere - gitaar
- Martin Zonderop - bas
- Ad van der Ree - drums
- Jeroen Ernst - toetsen

## Geschiedenis
Jaap de Jonckheere, Martin Zonderop en Ad van der Ree speelden samen, in de Haagse jazzrockgroep Storm. Vanaf eind 1979 vormden zij met Evert Nieuwstede en Jeroen Ernst de Haagse band Urban Heroes. Urban Heroes had drie hitsingles: Get It (1980), Not Another World War (1980) en Habadaba Riwikidi (1981). Geproduceerd door Shell Schellekens, die ook werkte met Cashmere, Golden Earring, Herman Brood, Vitesse en Powerplay. De drie albums Who Said...Urban Heroes (1980), The Age of Urban Heroes (1981) en Urban Heroes Live (1981) waren succesvol. De band bracht muziek uit in twintig landen en oogstte daar goede recensies. Tournees waren er met Herman Brood, Golden Earring, Joe Jackson en The Stranglers. Het muziekblad OOR zette Who Said...Urban Heroes in de OOR Jaarlijst van 1980. Het album werd in de Verenigde Staten en Canada uitgebracht door Handshake/Quality Records-CBS.
In 1985 begonnen drie bandleden (Jaap, Evert en Jeroen) ook de Haagse formatie Boom Boom Mancini. De groep had in 1985 een hit met Red Skies. De producers waren George Kooymans en Barry Hay van Golden Earring. Urban Heroes bracht de twee albums Hot Piece of Merchandise-1989 met Candy Dulfer op sax en Inner Dream-1994 uit. Vanaf 2005 speelde de band weer op festivals en in 2012 en 2024 verschenen er nieuwe albums. Gasten op Back in Town en Urban Heroes waren Wiboud Burkens op toetsen en Rinus Gerritsen van Golden Earring op bas.
Urban Heroes stond in 2004 op de Universal-dubbel-cd Nederpop Klassiekers-Hormonen op hol, met daarop Not Another World War en in 2019 ook op de Universal-dubbel-cd The Golden Years of Dutch Pop Music-Eighties Nuggets, met Habadaba Riwikidi en Chips. Een remake van de hit Red Skies van het album Urban Heroes werd tijdens hun 45-jarig bestaan in 2024 opgepakt door radiostations in Australië, Brazilië, Zweden, Finland, Ierland en Duitsland. Met de videoclip op YouTube. Verder werden een remake van de hit Not Another World War-3.0 (2017) en een aantal geremasterde albums van Urban Heroes verkrijgbaar bij Spotify en bij Museum RockArt.

## Evert Nieuwstede
Evert Nieuwstede van Urban Heroes was de meest optredende artiest op Parkpop. In 1982 verzorgde hij ook achtergrondzang op de Golden Earring-platen: Cut (nr.1-NL/nr.18-CA/nr.24-VS), Twilight Zone (nr.1-NL/nr.1-VS/nr.2-FR/nr.4-BE/nr.11-EU/nr.13-CA/nr.79-AU), met 1.5 miljoen verkochte singles, en The Devil Made Me Do It (nr.15-NL/nr.20-BE/nr.79-VS). Alle koortjes deed hij samen met Steve Clisby en Omar Dupree van American Gypsy (VS), geproduceerd door Shell Schellekens. Het album behaalde goud in Nederland en Canada en Golden Earring kreeg de Buma Exportprijs 1983. Met de hits was hij te horen in soundtracks van tien Amerikaanse speelfilms en tv-series. In 1985 trad hij op met Billy Preston, die met The Beatles en The Rolling Stones had gewerkt. Hij was componist en zangcoach van filmacteurs Antonio Fargas (Huggy Bear), It's Christmas-1980 (nr.18-NL) en Rutger Hauer's Starfish, Babies-2007 (Fonos: nr.3-NL).
Naast Urban Heroes en Boom Boom Mancini, maakte hij ook drie soloalbums, onder de namen: City and State (in 1986), Johnny Runaway (in 1996) en The Urban Hero (in 2006), met als gasten George Kooymans, Herman Brood, Candy Dulfer, Monica Chen (1986), Jan van der Meij, David Hollestelle (1996), Jan Akkerman, Margriet Eshuijs, Dany Lademacher, Ellen ten Damme en Rob Bolland (2006). In 2003 was hij producer, arrangeur en bandcoach voor het album We Want More van de pop-rockband Busted (Publieksprijs-De Grote Prijs van Nederland in 2002) en hun twee hits Blah Blah Blah! (nr.71-NL) en We Want More! (nr.28-NL).
Vanaf 1998 leidde hij zijn muziekproductiemaatschappij Audiovision en vanaf 2002 ook zijn platenlabel It's Your Record! (IYR!). In 2012 publiceerde hij het boek R&R Snapshots. Tijdens de Haagse Popweek 2018 trad hij op in het poppodium Paard samen met Hans Vandenburg en Henk Koorn als PopHeroes Unplugged. Radio-dj Rob Stenders (NPO/Veronica/Kink) gaf hem een plek in zijn NL Rock and Roll Hall of Fame in 2020. Evert Nieuwstede maakte, onder de naam: The Urban Hero, Let's Fix the World in 2020 en It's About Time in 2022. De mastering werd gedaan door Alex Wharton in Abbey Road Studios (VK).

## Discografie

### Albums
| Album met eventuele hitnotering(en) in de Nederlandse Album Top 100 | Datum van verschijnen | Datum van binnenkomst | Hoogste positie | Aantal weken | Opmerkingen                                                                  |
| ------------------------------------------------------------------- | --------------------- | --------------------- | --------------- | ------------ | ---------------------------------------------------------------------------- |
| Who Said...Urban Heroes (Fleet/Ariola)                              | 1980                  | 26-04-1980            | 40              | 6            | Nr. 27 in de LP Top 50                                                       |
| Who Said...Urban Heroes (Handshake/Quality-CBS)                     | 1980                  | -                     | -               | -            | Uitgebracht in de Verenigde Staten en Canada                                 |
| The Age of Urban Heroes (Fleet/Ariola)                              | 1981                  | -                     | -               | -            | Nr. 34 in de LP Top 50                                                       |
| Urban Heroes Live (Fleet/Ariola)                                    | 1981                  | -                     | -               | -            | Nr. 45 in de LP Top 50                                                       |
| Hit Singles (Ariola)                                                | 1981                  | -                     | -               | -            | Op compilatiealbum                                                           |
| Boom Boom Mancini (Ring/Ariola)                                     | 1985                  | -                     | -               | -            | Onder de naam 'Boom Boom Mancini'                                            |
| Hot Piece of Merchandise (Jaws/CNR)                                 | 1989                  | -                     | -               | -            | Presentatie op Parkpop 1989 (Live)                                           |
| Rock over Holland (Arcade)                                          | 1991                  | 24-08-1991            | 30              | 9            | Op compilatiealbum (dubbel-cd)                                               |
| Geschiedenis Nederlandse Popmuziek (EVA)                            | 1992                  | -                     | -               | -            | Op compilatiealbum (dubbel-cd)                                               |
| Inner Dream (B&B/Sony)                                              | 1994                  | -                     | -               | -            | Presentatie op Parkpop 1994 (Live)                                           |
| Johnny Runaway (D&K/Dino)                                           | 1996                  | -                     | -               | -            | Onder de naam 'Johnny Runaway'                                               |
| Nederpop op Parkpop 1981-1997 (FRS)                                 | 1998                  | -                     | -               | -            | Op compilatiealbum (dubbel-cd)                                               |
| 80 Zonnige Zomerhits (ABCD)                                         | 1999                  | -                     | -               | -            | Nr. 29 in de Dutch Compilation Top 30 Op compilatiealbum (vierdubbel-cd)     |
| Nederpop Klassiekers-Hormonen op hol (Universal)                    | 2004                  | -                     | -               | -            | Nr. 1 in de Van Leest CD Top 20 Op compilatiealbum (dubbel-cd)               |
| Lost and Found (IYR!/Audiovision)                                   | 2004                  | -                     | -               | -            | Nr. 8 in de Fonos CD Top 10 Opnamen uit 1983                                 |
| In America (IYR!/Audiovision)                                       | 2005                  | -                     | -               | -            | Nr. 1 in de Fonos CD Top 10 Onder de naam 'City and State' Opnamen uit 1986  |
| On the Road (IYR!/Audiovision)                                      | 2005                  | -                     | -               | -            | Nr. 5 in de Fonos CD Top 10 Opnamen uit 1994                                 |
| Haagse Beatnach-Live at Parkpop 2005 (IYR!/Audiovision)             | 2006                  | -                     | -               | -            | Nr. 2 in de Fonos CD Top 10 Op compilatiealbum Ook op dvd (2005)             |
| Live at Wisseloord Studios-Unplugged (IYR!/Audiovision)             | 2006                  | -                     | -               | -            | Nr. 1 in de Fonos CD Top 10 Onder de naam 'The Urban Hero' Ook op dvd (2007) |
| R&R Snapshots (IYR!/Audiovision)                                    | 2007                  | -                     | -               | -            | Nr. 8 in de Fonos CD Top 10 Op compilatiealbum Ook op dvd (2006)             |
| 20 Dutch A-Sides (IYR!/Audiovision)                                 | 2008                  | -                     | -               | -            | Nr. 2 in de Fonos CD Top 10 Op compilatiealbum                               |
| Back in Town (IYR!/Audiovision)                                     | 2012                  | -                     | -               | -            | Presentatie op Parkpop 2013 (Live)                                           |
| 40 Years of R&R! (IYR!/Audiovision)                                 | 2015                  | -                     | -               | -            | Op compilatiealbum (dubbel-cd)                                               |
| The Golden Years of Dutch Pop Music-Eighties Nuggets (Universal)    | 2019                  | -                     | -               | -            | Nr. 3 in de Dutch Compilation Top 30 Op compilatiealbum (dubbel-cd)          |
| Urban Heroes (IYR!/Audiovision)                                     | 2024                  | -                     | -               | -            | Onder de naam 'Urban Heroes Feat. Rinus Gerritsen'                           |

### Singles
| Single met eventuele hitnotering(en) in de Nederlandse Top 40 | Datum van verschijnen | Datum van binnenkomst | Hoogste positie | Aantal weken | Opmerkingen                                                                                        |
| ------------------------------------------------------------- | --------------------- | --------------------- | --------------- | ------------ | -------------------------------------------------------------------------------------------------- |
| Get It (Fleet/Ariola)                                         | 1980                  | 29-03-1980            | 32              | 3            | Nr. 19 in de Single Top 100                                                                        |
| Not Another World War (Fleet/Ariola)                          | 1980                  | 07-06-1980            | 32              | 3            | Nr. 41 in de Single Top 100                                                                        |
| Headlines (Fleet/Ariola)                                      | 1980                  | -                     | -               | -            | -                                                                                                  |
| Johnny Runaway (Fleet/Ariola)                                 | 1981                  | -                     | -               | -            | -                                                                                                  |
| Habadaba Riwikidi (Fleet/Ariola)                              | 1981                  | 13-06-1981            | 21              | 6            | Nr. 23 in de Single Top 100                                                                        |
| The Human Race (Fleet/Ariola)                                 | 1981                  | -                     | -               | -            | -                                                                                                  |
| Yellow Creatures in the Night (Fleet/Ariola)                  | 1981                  | -                     | -               | -            | Alleen uitgebracht in Duitsland                                                                    |
| We Are Urban Heroes-Live (Fleet/Ariola)                       | 1981                  | -                     | -               | -            | -                                                                                                  |
| Saturdaynights in Peking-Live (Fleet/Ariola)                  | 1981                  | -                     | -               | -            | -                                                                                                  |
| No More Solidarities (Philips/Phonogram)                      | 1982                  | -                     | -               | -            | -                                                                                                  |
| In the River to My Heart (Philips/Phonogram)                  | 1982                  | -                     | -               | -            | -                                                                                                  |
| Never Change a Winning Team (Philips/Phonogram)               | 1983                  | 09-04-1983            | Tip 12          | 3            | Nr. 15 in de Dutch Single Tip                                                                      |
| Total Rest (Philips/Phonogram)                                | 1983                  | -                     | -               | -            | -                                                                                                  |
| Red Skies (Ring/Ariola)                                       | 1985                  | 12-10-1985            | 32              | 3            | Nr. 31 in de Single Top 100 Videoclip Nr. 1 in Vara's Clipparade Onder de naam 'Boom Boom Mancini' |
| Into the Line of Fire (Ring/Ariola)                           | 1985                  | -                     | -               | -            | Onder de naam 'Boom Boom Mancini'                                                                  |
| In America-Part 1 (Cobra/CBS)                                 | 1986                  | -                     | -               | -            | Onder de naam 'City and State'                                                                     |
| Girls (Jaws/CNR)                                              | 1988                  | -                     | -               | -            | -                                                                                                  |
| Talk Dirty to Me (Jaws/CNR)                                   | 1989                  | -                     | -               | -            | -                                                                                                  |
| Let It All Come (Jaws/CNR)                                    | 1989                  | -                     | -               | -            | -                                                                                                  |
| Selling Yesterday (Jaws/CNR)                                  | 1990                  | -                     | -               | -            | Onder de naam 'Urban Heroes Feat. Candy Dulfer'                                                    |
| Hot Piece of Merchandise (Jaws/CNR)                           | 1990                  | -                     | -               | -            | -                                                                                                  |
| In the Name of Love (B&B/Sony)                                | 1994                  | -                     | -               | -            | -                                                                                                  |
| Love Perfection (B&B/Sony)                                    | 1994                  | -                     | -               | -            | -                                                                                                  |
| Kill the Killer (B&B/Sony)                                    | 1995                  | -                     | -               | -            | -                                                                                                  |
| Welcome to Heartache City (D&K/Dino)                          | 1996                  | -                     | -               | -            | Onder de naam 'Johnny Runaway'                                                                     |
| The Sun My Love (Kol'B/Dureco)                                | 1996                  | -                     | -               | -            | Onder de naam 'Johnny Runaway'                                                                     |
| Hot Tub (IYR!/Audiovision)                                    | 2012                  | -                     | -               | -            | -                                                                                                  |
| She'll Be Back for More (IYR!/Audiovision)                    | 2015                  | -                     | -               | -            | Onder de naam 'Urban Heroes Feat. The Bombitas'                                                    |
| Not Another World War-3.0 (IYR!/Audiovision)                  | 2017                  | -                     | -               | -            | Nr. 24 in de Plug Top 100                                                                          |
| Hot Tub-Remaster (IYR!/Audiovision)                           | 2018                  | -                     | -               | -            | Nr. 8 in de Plug Top 100                                                                           |
| Let's Fix the World-Abbey Road Master (IYR!/Audiovision)      | 2020                  | -                     | -               | -            | Nr. 69 in de Plug Top 100 Onder de naam 'The Urban Hero'                                           |
| Come On Over (IYR!/Audiovision)                               | 2021                  | -                     | -               | -            | -                                                                                                  |
| It's About Time-Abbey Road Master (IYR!/Audiovision)          | 2022                  | -                     | -               | -            | Nr. 96 in de Plug Top 100 Onder de naam 'The Urban Hero'                                           |
| Red Skies (IYR!/Audiovision)                                  | 2023                  | -                     | -               | -            | Nr. 83 in de Plug Top 100 Onder de naam 'Urban Heroes Feat. Rinus Gerritsen'                       |
| Don't You Ask Me (IYR!/Audiovision)                           | 2024                  | -                     | -               | -            | Onder de naam 'Urban Heroes Feat. Rinus Gerritsen'                                                 |

- International Standard Name Identifier: 0000 0000 9318 6609
- MusicBrainz: d5923b45-631e-494b-abc3-bf236c3b07ea
- Virtual International Authority File: 136817366